# Mitrofan Zińkowicz
Mitrofan Iwanowicz Zińkowicz (ros. Митрофа́н Ива́нович Зинько́вич, ur. 14 czerwca?/27 czerwca 1900 we wsi Pieczory w obwodzie mohylewskim, zm. 24 września 1943 w rejonie miasta Pryłuki) – radziecki dowódca wojskowy, generał major, Bohater Związku Radzieckiego (1943).

## Życiorys
Urodził się w białoruskiej rodzinie chłopskiej. Skończył 3 klasy, w maju 1919 został zmobilizowany do Armii Czerwonej, służył w zapasowych pułkach w Jelni i Witebsku, w październiku 1919 zdezerterował i udał się do Donbasu, gdzie pracował jako górnik. W czerwcu 1920 ponownie wcielony do Armii Czerwonej, brał udział w wojnie domowej, m.in. w walkach przeciw powstańcom na Ukrainie, 1923 skończył szkołę piechoty w Połtawie, służył w Ukraińskim Okręgu Wojskowym. W marcu-kwietniu 1924 dowodził kompanią telegraficzną w pułku łączności, od kwietnia 1924 do czerwca 1930 był dowódcą plutonu, pomocnikiem dowódcy i dowódcą kompanii, 1933 ukończył Akademię Wojskową im. Frunzego i został dowódcą batalionu w brygadzie zmechanizowanej w Białoruskim Okręgu Wojskowym. W sierpniu 1939 został szefem sztabu 70 Samodzielnej Lekkiej Brygady Czołgów Białoruskiego Okręgu Wojskowego, na tym stanowisku brał udział w agresji ZSRR na Polskę, w styczniu 1940 walczył w wojnie z Finlandią. Od lipca 1940 służył w 17 Armii Zabajkalskiego Okręgu Wojskowego, w maju 1942 został szefem sztabu 3 Armii Pancernej, od sierpnia 1942 walczył na Froncie Zachodnim, od stycznia 1943 dowodził 12 Korpusem Pancernym 3 Armii Pancernej, uczestniczył w walkach na Froncie Woroneskim, Briańskim, Centralnym i ponownie Woroneskim, 4 lutego 1943 otrzymał stopień generała majora wojsk pancernych. Brał udział w operacji ostrorożsko-rossoszańskiej, charkowskiej i orłowskiej, w sierpniu 1943 dowodzony przez niego korpus został przemianowany na 6 Gwardyjski Korpus Pancerny. W dniach 22–24 września 1943 wraz z korpusem sforsował Dniepr w rejonie kaniowskim, 24 września 1943 został śmiertelnie ranny w nalocie niemieckich samolotów i zmarł. Został pochowany na Skwerze Sławy w Pryłukach. Jego imieniem nazwano ulicę w Kościukowiczach.

## Odznaczenia
- Złota Gwiazda Bohatera Związku Radzieckiego (pośmiertnie, 17 listopada 1943)
- Order Lenina
- Order Czerwonego Sztandaru (dwukrotnie)
- Order Suworowa II klasy

I medale.